# Heimat 3
Heimat 3 - Chronik einer Zeitenwende (Heimat 3 - crònica d'un gir històric) és la tercera part de la trilogia Heimat d'Edgar Reitz. La pel·lícula fou rodada entre 2002 i 2003, i estrenada l'any 2004. Es compon de 6 episodis.

## Argument
Aquesta part de la trilogia es desenvolupa a Hunsrück amb els personatges de les dues primeres parts Heimat - Eine Deutsche Chronik i Die zweite Heimat - Chronik einer Jugend. L'esdeveniment estructurant és la caiguda del mur de Berlín el 1989 i les relacions socials teixides en els anys 1990. L'acció acaba amb el canvi de segle.

## Llocs de rodatge
Els principals llocs de rodatge foren Oberwesel, Riesweiler, Woppenroth, Sargenroth, Gehlweiler, Simmern, Frankfurt del Main, Wiesbaden, Magúncia, Berlín, Leipzig, Dresden, Amsterdam.
El principal lloc on es desenvolupa l'acció és la pretesa casa de la poetessa alemanya Karoline von Günderrode a Oberwesel. A Berlín han estat rodades escenes entre d'altres llocs a la Gneiststraße el juny de 2002.

## Els sis episodis
1. Das glücklichste Volk der Welt (El poble més feliç del món) (1989), 105'
2. Die Weltmeister (Els campions del món) (1990),100'
3. Die Russen kommen (Els russos arriben) (1992-1993), 125'
4. Allen geht's gut (Tots estan bé) (1995), 132'
5. Die Erben (Els hereus) (1997), 103'
6. Abschied von Schabbach (Adéu a Schabbach) (1999-2000), 105'

## Premis
- El 2005 la pel·lícula ha estat nominada al Premi Adolf Grimme.